# NGC 505
NGC 505 (ook wel GC 5170, 2MASX J01225708+0928080, MCG +01-04-041, PGC 5036, UGC 924 of ZWG 411.41) is een lensvormig sterrenstelsel in het sterrenbeeld Vissen. Het hemelobject ligt 230 miljoen lichtjaar (70,5×106 parsec) van de Aarde verwijderd en werd op 1 oktober 1864 ontdekt door de Duitse astronoom Albert Marth.